# Мирча чел Батран (Јаломица)
Мирча чел Батран (рум. Mircea cel Bătrân) насеље је у Румунији у округу Јаломица у општини Ревига. Oпштина се налази на надморској висини од 47 m.

## Становништво
Према подацима из 2002. године у насељу је живело 236 становника, од којих су сви румунске националности.